# Takashi Kuramoto
Takashi Kuramoto (倉本 崇史 Kuramoto Takashi?), född 8 augusti 1984 i Oita prefektur, är en japansk före detta fotbollsspelare.
Kuramoto började sin karriär 2003 i Oita Trinita. 2006 flyttade han till Mito HollyHock. Han spelade 53 ligamatcher för klubben. Han avslutade karriären 2008.